# Romentino
Romentino ('Rmantin in piemontese) è un comune italiano di 5 634 abitanti della provincia di Novara in Piemonte. 

## Geografia fisica

### Territorio
Romentino si trova in Pianura Padana. Occupa un'area di 17,69 km² a oriente del Piemonte, situata a 4 km a ovest del fiume Ticino, a 24 km a est del fiume Sesia, a 45 km a nord del fiume Po e a 30 km a sud del lago Maggiore. 
L'idrografia di Romentino è particolarmente complessa per questioni legate ai lavori di canalizzazioni e di deviazione dei corsi d'acqua eseguite dall'uomo, che hanno portato alla realizzazione di numerose rogge e canali.
I corsi d'acqua più importanti che interessano la Romentino moderna sono il fiume Ticino, i canali Naviglio Langosco, Naviglio Sforzesco e Diramatore Vigevano.

### Clima
Romentino è situata a occidente del bacino della Pianura Padana ed è caratterizzata da un clima temperato umido con una sensibile escursione termica annua (estate calda e inverno freddo).
Romentino, come gran parte della Pianura Padana, accusa una scarsa ventilazione che favorisce il ristagno delle nebbie e degli inquinanti. Gli inverni romentinesi sono quindi più freddi rispetto a quelli delle città costiere, senza però raggiungere gli estremi tipici dell'Europa centrale grazie alla latitudine più meridionale e alla protezione fornita dalla catena delle Alpi. Le estati invece sono calde e afose.
Nel complesso le precipitazioni sono ben distribuite nel corso dell'anno anche se la stagione invernale registra periodi relativamente lunghi senza precipitazioni. Le stagioni intermedie sono piovose, specialmente il medio autunno e la primavera.

## Storia
Non vi è alcuna notizia certa in merito alle origini del nome del paese. Secondo alcuni il nome di Romentino potrebbe derivare da "Roma ad Ticinum" in seguito trasformatosi in "Rumantisin" mentre altri fanno derivare il nome dalla funzione che il borgo aveva in età romana di "Romana mansio" cioè di stazione romana, punto di ristoro e di rifornimento delle truppe sulla strada per le Gallie.
Come tutte le realtà nei pressi del fiume si suppone che anche Romentino fu abitata fin dalla preistoria e comunque sicuramente all'epoca della Civiltà di Golasecca.
Le popolazioni nel territorio furono quelle dei Liguri a cui fecero seguito i Vertamocori e, nel periodo dal I secolo a.C. fino al II secolo d.C., le stesse furono soggette al processo di romanizzazione. Si suppone che proprio in questo periodo fu fondata Romentino vicino all'ancor più antico centro di Berconate (ora non più esistente). 
Fino al XIV secolo coesistettero sul territorio due nuclei: il "vico" (villaggio gallico) di Berconate e la "corte" di Romentino. Nessuna traccia rimane oggi di una fortezza esistente, secondo alcuni documenti fino al secolo XVII, costituita probabilmente da un fossato e da un recinto con opere di difesa che era nella zona della Chiesa e della casa Parrocchiale.
La storia di Romentino è fortemente legata a quella del Comune di Novara a cui fu assoggettato. Tra il XII secolo ed il XV secolo le popolazioni del territorio dovettero subire distruzioni e miseria a seguito delle diverse alleanze del Comune di Novara in guerra con Milano e poi divenuto suo alleato nella Lega Lombarda.
Nuova povertà seguì con l'occupazione delle terre novaresi da parte del Marchese del Monferrato, Giovanni II Paleologo nel 1356 e la dominazione di Facino Cane. Vi furono inoltre carestie e la pestilenza che scoppio alla fine del Trecento. Solo con l'avvento degli Sforza i territori godettero di un periodo di pace e di prosperità. Per Romentino riprese anche l'attività del porto sul Ticino che sorgeva dal secolo XIII ed i cui pedaggi venivano però riscossi dal Comune di Novara.
Nel 1483, con l'infeudazione a Luigi Terzago, Romentino iniziò ad avere una vita amministrativa autonoma, senza dipendere dal Comune di Novara. Nel 1489 il feudo passo ai nobili milanesi Crivelli che possedevano vasti territori lungo le sponde del Ticino. Seguirono altri periodi densi di guerre che il Ducato di Milano dovette combattere prima con i Francesi, poi con gli Spagnoli fino a quando Carlo V occupò le terre dell'intero ducato a partire dal 1527.
Nel 1533 Giovan Aloisio Crivelli vendette il feudo di Romentino ai Caccia proprio nel momento in cui Novara e il Novarese, trasformatosi in marchesato, vennero assegnati a Pier Luigi Farnese, Duca di Parma e figlio di papa Paolo III, a cui restarono fino al secolo XVII.
Con la pace di Vienna del 1738 e, successivamente con quella di Aquisgrana del 1748, Novara e tutto il Novarese furono annessi ai possedimenti dei Savoia e il Ticino diventò confine di Stato con la Lombardia ancora austriaca. Nel 1773 i Caccia fecero erigere il feudo di Romentino in contea, ma questo non portò nessun mutamento amministrativo ed a nessun miglioramento sociale. Dopo i fermenti giacobini degli anni 1798-1799 anche Romentino venne coinvolto nel rinnovamento napoleonico. Con Novara ed il Novarese divenne parte del Dipartimento dell'Agogna ed aggregato alla repubblica Cisalpina.
Con la Restaurazione i territori novaresi, compreso il borgo di Romentino, ritornarono fra i possedimenti dei Savoia ed il Ticino ritornò ad essere confine di Stato. Le guerre d'indipendenza videro passare sul territorio l'esercito piemontese (battaglia della Bicocca) e quello francese guidato da Napoleone III (battaglia di Magenta) che pur portando alla morte migliaia di soldati, compreso giovani romentinesi, permisero l'unificazione italiana nel 1861. Con l'Unità ed il rinnovamento Romentino iniziò un cambiamento sociale e politico ed un passaggio da un'economia agricola ad una industriale con la costruzione dei primi opifici che occuparono maestranze anche romentinesi.
I due conflitti mondiali ed i problemi sollevati dal periodo fascista rallentarono il processo industriale che riuscì a decollare solo negli anni cinquanta portando Romentino alla situazione sociale ed economica contemporanea con la nascita di diverse realtà produttive tessili, meccaniche, alimentari.

## Monumenti e luoghi d'interesse
- Chiesa parrocchiale di San Gaudenzio
- Oratorio di San Pietro o della Natività della Madonna
- Parco Naturale Valle Ticino

## Società

### Evoluzione demografica
Abitanti censiti

### Immigrazione dalle altre regioni italiane
Il comune di Romentino, negli anni, ha ospitato ampi flussi migratori. I coinvolti sono stati: 
- i veneti e i friulani, presenti in gran quantità (soprattutto i primi).
- i bergamaschi e i bresciani, soprattutto questi ultimi presenti in una forma parecchio consistente.
- i toscani, emigrati prevalentemente da alcune zone della Garfagnana e stabilitasi a Romentino
- i calabresi, provenienti specialmente dal piccolo comune di Roseto Capo Spulico, con il quale Romentino è da tempo gemellata. Altri comuni calabresi del litorale ionico settentrionale della provincia di Cosenza dai quali molte persone emigrarono a Romentino sono Amendolara, Montegiordano e Rocca Imperiale.
- i pugliesi di Alberobello, con il quale Romentino è gemellata.
- i campani, sparsi sul territorio.
- i siciliani, presenti in forma sparsa sul territorio.
- i lucani, originari prevalentemente dalle zone confinanti con la Calabria (bassa provincia di Matera).
- i sardi, in minoranza a Romentino.

## Infrastrutture e trasporti
Fra il 1884 e il 1934 la località era servita da una fermata della tranvia Novara-Vigevano-Ottobiano.
Attualmente, il comune di Romentino è servito dalla linea 4 e da alcune scolastiche della S.U.N., con capolinea il "Largo dei Donatori di Sangue". 

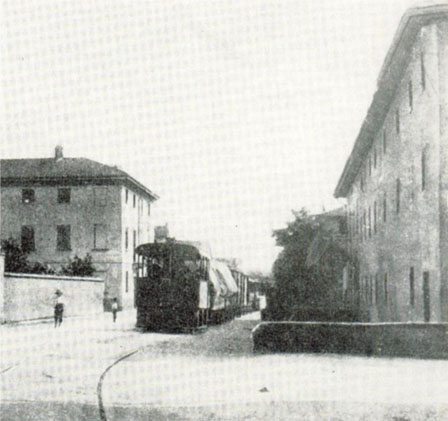
Tram a Romentino

## Amministrazione

### Sindaci
| Periodo        | Periodo        | Primo cittadino        | Partito                         | Carica  | Note  |
| -------------- | -------------- | ---------------------- | ------------------------------- | ------- | ----- |
| 7 giugno 1985  | 1º giugno 1990 | Giovanni Maria Ferrari | Democrazia Cristiana            | Sindaco | [ 7 ] |
| 1º giugno 1990 | 24 aprile 1995 | Alberto Negri          | Democrazia Cristiana            | Sindaco | [ 7 ] |
| 24 aprile 1995 | 14 giugno 1999 | Lino Franco Cattaneo   | Partito Popolare Italiano       | Sindaco | [ 7 ] |
| 14 giugno 1999 | 14 giugno 2004 | Lino Franco Cattaneo   | Partito Popolare Italiano       | Sindaco | [ 7 ] |
| 14 giugno 2004 | 8 giugno 2009  | Cornelio Rosati        | centro-destra                   | Sindaco | [ 7 ] |
| 8 giugno 2009  | 26 maggio 2014 | Gianbattista Paglino   | lista civica                    | Sindaco | [ 7 ] |
| 26 maggio 2014 | 25 maggio 2019 | Alessio Biondo         | lista civica: Romentino cambia  | Sindaco | [ 7 ] |
| 25 maggio 2019 | 9 giugno 2024  | Marco Caccia           | lista civica: Romentino riparte | Sindaco | [ 7 ] |
| 9 giugno 2024  | in carica      | Marco Caccia           | lista civica: Romentino riparte | Sindaco | [ 7 ] |

### Gemellaggi
- Saint-Marcel (Saona e Loira), dal 1975
- Roseto Capo Spulico, dal 2002
- Alberobello, dal 2004

## Sport

### Calcio
La principale squadra di calcio della città è stata la Romentinese: nata nel 1946, ha sempre militato nelle divisioni dilettantistiche della regione Piemonte. Suoi colori sociali erano il verde e l'arancio.
Nel 2017, a seguito della fusione con il club della vicina Cerano, ha assunto la nuova ragione sociale di Romentinese Cerano, mantenendo la sede a Romentino e aggiungendo il granata dei ceranesi quale seconda tinta.
Successivamente cambia denominazione in R.G. Ticino e nel 20-21 viene promossa in Serie D. La compagine verde-granata, dopo essere retrocessa in Eccellenza nella stagione 21-22, si assicura il ritorno in Serie D in seguito alla vittoria del girone A del campionato piemontese di Eccellenza (2022-2023). Nell'estate del 2024 cambia denominazione in NovaRomentin.
Dal 2009 vi è anche la U.S.D. Rmantin, i colori sociali sono il verde e l'arancio: la squadra milita nella seconda categoria piemontese.

## Istruzione
A Romentino sono presenti tutte le scuole, di ogni grado (dall'asilo nido alla scuola superiore). Ecco l'elenco:
- Asilo nido Le cicogne: si trova in Via Sant'Ambrogio, nei pressi del consultorio comunale.
- Scuola dell'infanzia Chiara Beldì: è una struttura posta in Via Chiara Beldì.
- Scuola primaria Edmondo De Amicis: la scuola elementare di Romentino si trova in Via dei Conte Caccia.
- Scuola media statale Giulio Pastore: si trova in Via Raffaello Sanzio.
- Istituto d'istruzione superiore Biagio Pascal: inaugurato nel 1984, l'Istituto Pascal è un polo scolastico della provincia di Novara. Ospita un liceo scientifico e un istituto tecnico economico, per un totale di oltre 800 studenti.